# Антимаха
Антимаха је у грчкој митологији било име више личности.

## Митологија
- Била је кћерка Амфидаманта, Ликурговог сина, удата за Еуристеја и са њим имала Адмету, Александра, Ифимедона, Еурибија, Ментора и Перимеда.[1]
- Име једне од Амазонки које има значење „ратник који се суочава“. Њена краљица је била Андромаха.[2] Према неким изворима, то је заправо једна те иста особа, само је име погрешно записано.[3]